# Paul Gottereau
Alfred Jules Paul Gottereau (Perpignan, França, 19 de Março de 1843 — 1924) foi um arquitecto francês.
Paul Gottereau, distinguiu-se pelos seus projectos no Estilo eclético na Roménia, onde foi nomeado arquitecto da casa real.

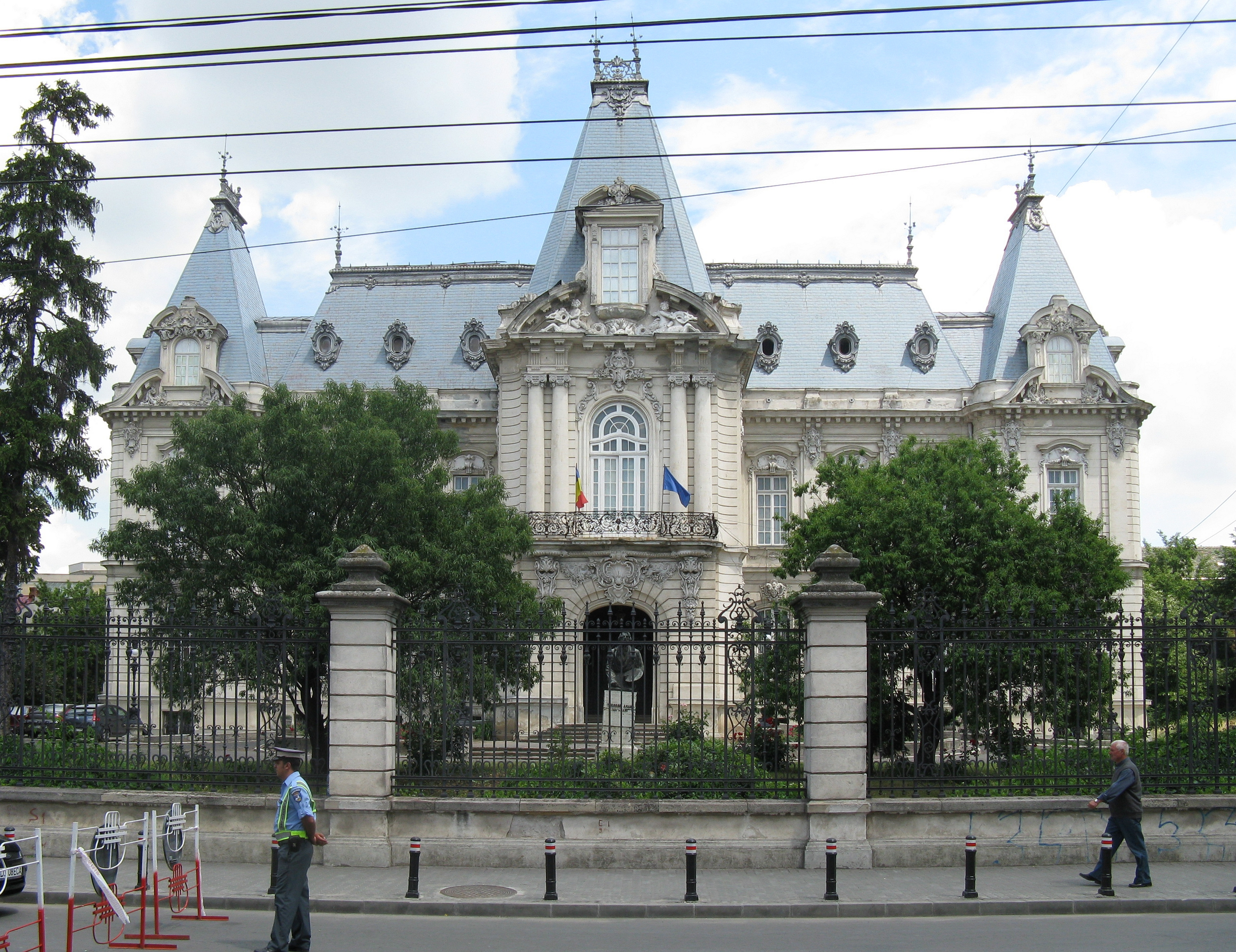
Palácio Jean Mihail

## Obras (Projectos)
- Palácio CEC (Bucareste)[2]
- Palácio Cotroceni (Bucareste)
- Palácio Real (Bucareste)[3]
- Palácio Jean Mihail (Craiova)[4] Atualmente, parte do palácio é ocupado pelo Museu de Arte.

## Honrarias
- Cavaleiro da Legião de Honra (Decreto de 31 de Dezembro de 1897)[5]